# Ōkubo Toshimichi
Pour les articles homonymes, voir Ōkubo.
Ōkubo Toshimichi (大久保 利通, Ōkubo Toshimichi, 10 août 1830-14 mai 1878), homme d'État japonais et samouraï de Satsuma, est l'un des héros de la révolution de 1868 contre le shogunat. Considéré comme l'un des principaux fondateurs du Japon moderne, il fait partie des trois grandes figures de la restauration Meiji.

## Sa jeunesse et ses débuts
Fils d'Ōkubo Jemon, un domestique du daimyo Shimazu Nariakira et ainé d'une fratrie de cinq enfants, il naît dans la province de Satsuma, à présent connue sous le nom de préfecture de Kagoshima. Il étudie à la même école que Saigō Takamori, de trois ans son ainé. Shimazu Nariakira reconnaît son talent et le nomme administrateur des taxes en 1858. À la mort du daimyo, Ōkubo s'attela à mettre à bas le bakufu des Tokugawa. Cependant, contrairement à la plupart des samouraïs de Satsuma, il prit position pour le kōbu gattai (公武合体, « union de la cour impériale et du shogunat »). La guerre entre l'Angleterre et Satsuma de 1863 ainsi que l'incident de Namamugi et le coup d'État de septembre 1863 à Kyōto le convainquent que le mouvement tobaku est voué à l'échec. En 1866, Ōkubo Toshimichi et Saigō Takamori de Satsuma rencontrent Takayoshi Kido du domaine de Chōshū pour former une alliance secrète, l'alliance Satchō, qui a pour but la chute du shogunat.

## La restauration de Meiji
Le 3 janvier 1868, les forces de Satsuma et de Chōshū prennent le palais impérial de Kyōto et proclament la restauration Meiji. Le triumvirat Ōkubo, Saigō et Kido forme un gouvernement provisoire.
En 1871, en tant que ministre des Finances, il met en place une réforme des taxes foncières.
Au niveau des relations internationales, il travaille à faire réviser les traités inégaux qui ont été imposés au Japon depuis son ouverture et se joint à la mission Iwakura dans son tour du monde de 1871 à 1873. Il retourne au Japon le 13 septembre 1873, juste à temps pour empêcher l'invasion de la Corée (Seikanron) prônée par Saigō Takamori. En 1874, il réprime la rébellion de Saga, menée par l'ancien ministre de la Justice Etō Shinpei ; celui-ci et les autres meneurs sont décapités après procès, la tête d'Etō étant exposée publiquement, punition humiliante pour un ancien samouraï.
Nommé ministre de l'Intérieur, Ōkubo a beaucoup de pouvoir grâce à son contrôle de la police et des nominations des gouvernements locaux. Il a également profité de ce pouvoir pour promouvoir le développement de l'industrie. Il participe à la Conférence d'Osaka de 1875 dans l'espoir d'une réconciliation entre les membres de l'oligarchie de Meiji.
En 1877, la rébellion de Satsuma éclate : guidés par Saigō, les rebelles de Satsuma se battent contre l'armée de conscrits du gouvernement commandée par le ministre de l'Intérieur Ōkubo. À la suite de la défaite de Satsuma, Ōkubo est considéré comme un traître par son domaine natal et par de nombreux anciens samouraïs. Le 14 mai 1878, il est assassiné par Shimada Ichirō et six samouraïs de Satsuma alors qu'il se rend à Tokyo.

## Sa contribution
Ōkubo fut l'un des meneurs les plus influents de la restauration de Meiji et de la mise en place de structures gouvernementales modernes. Bien que sur une courte période, il fut pendant un temps l'homme le plus puissant du Japon. Loyaliste et nationaliste dévoué, il était respecté par ses collègues comme par ses ennemis.

## Ses apparitions dans la fiction
Dans le manga et l'anime Kenshin le vagabond, Ōkubo demande à Kenshin Himura de l'aider à mater la rébellion de Makoto Shishio. Kenshin hésite, et Ōkubo lui donne jusqu'au 14 mai pour prendre sa décision, mais ce jour-là, alors qu'il va s'enquérir de la réponse de Kenshin, il est assassiné par Sōjirō Seta, l'homme de main de Shishio ; le clan Ichirō ne fait que poignarder un corps déjà mort.
Dans le roman de Boris Akounine L'Attrapeur de libellules, Eraste Pétrovitch Fandorine enquête sur le complot pour l'assassinat d'Ōkubo, mais ne réussit pas à empêcher le meurtre.
Ōkubo a aussi été la principale inspiration pour le personnage d'Omura dans le film Le Dernier Samouraï de Edward Zwick avec Tom Cruise.

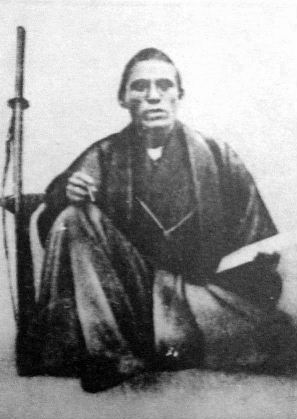
Jeune homme.
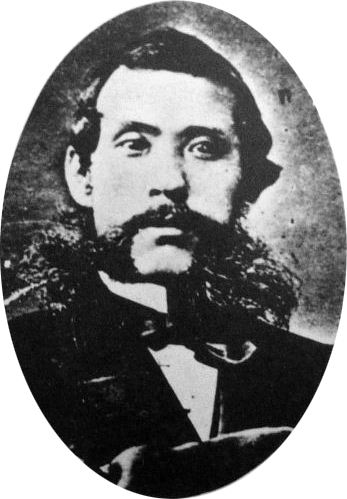
Portrait classique.
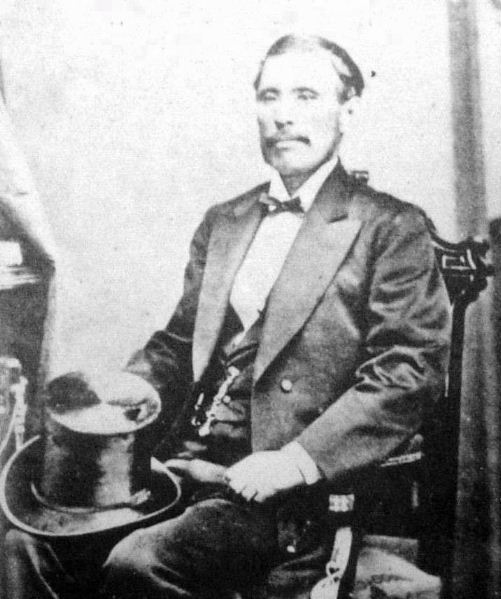